# Rhynchosciara papaveroi
Rhynchosciara papaveroi är en tvåvingeart som beskrevs av Breuer 1971. Rhynchosciara papaveroi ingår i släktet Rhynchosciara och familjen sorgmyggor. Inga underarter finns listade i Catalogue of Life.